# Trichocera borealis
Trichocera borealis är en tvåvingeart som beskrevs av Paul Lackschewitz 1934. Trichocera borealis ingår i släktet Trichocera och familjen vintermyggor. Inga underarter finns listade i Catalogue of Life.